# 曾斯維爾 (俄亥俄州)
39°56′46″N 82°0′44″W / 39.94611°N 82.01222°W
曾斯維爾（英語：Zanesville）是美國俄亥俄州東南部的一個城市、馬斯金格姆縣的縣治。位於利金河流入馬斯金格姆河之處，面積29.8平方公里。根據美國2000年人口普查，人口25,586人。
1797年建立，1810至1812年為俄州州府。歷史上的坎伯蘭國道（现为40号美国国道）經過這裡。